# Пик Плејс (Њу Мексико)
Пик Плејс (енгл. Peak Place) насељено је место без административног статуса у америчкој савезној држави Њу Мексико.

## Демографија
По попису из 2010. године број становника је 377.
| Група             | 2000.    | 2010.       |
| Белци             | 0 (0,0%) | 18 (4,8%)   |
| Афроамериканци    | 0 (0,0%) | 1 (0,3%)    |
| Азијати           | 0 (0,0%) | 1 (0,3%)    |
| Хиспаноамериканци | 0 (0,0%) | 338 (89,7%) |
| Укупно            | 0        | 377         |